# Johann Joseph von Khevenhüller-Metsch
Johann Joseph von Khevenhüller-Metsch (Vienna, 3 luglio 1706 – Vienna, 18 aprile 1776) è stato un nobile, politico e diplomatico austriaco.

## Biografia
Figlio di Sigmund Friedrich von Khevenhüller e della seconda moglie di questi, la contessa Ernestine von Orsini-Rosenberg, Johann Joseph sposò nel 1728 la contessa Karolina von Metsch, erede dell'ultimo conte imperiale di Metsch, il vice-cancelliere imperiale Johann Adolf von Metsch. Dal 1751 decise pertanto di mutare il proprio cognome di famiglia per sé e per i propri discendenti in Khevenhüller-Metsch. Dal matrimonio nacquero diversi figli, dei quali cinque raggiunsero l'età adulta: Maria Josepha, Johann Sigismund, Johann Franz Xaver, Maria Anna e Johann Emanuel Joseph. 
La prima educazione, Johann Joseph la ricevette da un tutore privato. Successivamente studiò a Leida ed entrò nel 1725 nell'esercito in un reggimento della Bassa Austria. Nel 1727 ricevette il titolo onorifico di ciambellano imperiale e dall'anno successivo venne ammesso al Reichshofrat. Tra il 1734 e il 1737 prestò servizio come ambasciatore a Monaco, L'Aia ed a Copenaghen, ritornando quindi in patria.
Nel 1740, all'inizio del regno di Maria Teresa, divenne inviato straordinario a Dresda ed a Varsavia, cercando di collaborare per la preservazione della pace. Dopo il suo ritorno a Vienna, dal 1742 divenne Obersthofmarschall imperiale e nel 1745 fu ambasciatore per la Boemia all'elezione imperiale di Francesco I a Francoforte. Nello stesso anno l'imperatore lo nominò colonnello.
Nel 1764 presenziò all'incoronazione di Giuseppe II dove venne elevato dall'imperatore al titolo di principe imperiale, andando a completare la già prestigiosa onorificenza del Toson d'oro ricevuta nel 1744.
Insieme a suo padre comprò il castello di Riegersburg e lo fece ricostruire dall'architetto Franz Anton Pilgram in stile barocco. Nel 1751 istituì una fondazione per finanziare la presenza di un sacerdote nella vicina chiesa di Felling ed in quello stesso anno acquistò il castello di Ladendorf, in Bassa Austria. Il suo diario, che compilò ininterrottamente per 33 anni, riveste ancora oggi una notevole importanza a livello storiografico.
Nel 1894, la Khevenhüllerstraße a Vienna venne intitolata proprio in suo nome.